# El Demantza
El Demantza är en ort i Mexiko.   Den ligger i kommunen Zacualpan och delstaten Veracruz, i den sydöstra delen av landet, 140 km nordost om huvudstaden Mexico City. El Demantza ligger 1 814 meter över havet och antalet invånare är 240.
Terrängen runt El Demantza är bergig åt sydost, men åt nordväst är den kuperad. Runt El Demantza är det ganska tätbefolkat, med 52 invånare per kvadratkilometer. Närmaste större samhälle är San Bartolo Tutotepec, 17,6 km sydost om El Demantza. I omgivningarna runt El Demantza växer i huvudsak städsegrön lövskog.